# Nuria Enguita Mayo
Nuria Enguita Mayo   (Madrid, 1967) és una historiadora i curadora d'art espanyola que directora de l'Institut Valencià d'Art Modern (IVAM) entre 2020 i 2024.

## Trajectòria
Enguita naix en Madrid el 1967. Es va llicenciar en Història i Teoria de l'Art per la Universitat Autònoma de Madrid (UAM).
Entre 1991 i 1998, va treballar com a conservadora de l'IVAM, sota la batuta de Vicente Todolí i Carmen Alborch, quan el centre es va convertir en la primera meitat dels anys 90 en un referent a Espanya i va aconseguir obrir-se aviat un lloc en el circuit internacional. Des de 1998 i durant deu anys va ser la responsable artística de la Fundació Antoni Tàpies de Barcelona, on va substituir a l'historiador Manuel Borja-Villel.
També ha estat comissària a Manifesta 4 celebrada a Frankfurt en 2002, així com de la Trobada Internacional de Medellín el 2011 i de la 31 Biennal de São Paulo en 2014, a més de nombroses exposicions. Enguita ha posat en marxa i dirigit el centre d'art Bombas Gens en València des 2017 fins a la seua marxa en 2020, una institució creada per la fundació privada Por Amor al Arte. Un dels seus objectius com a directora de museu és «fer visibles a totes aquelles persones excloses de l'art per qüestions de gènere, raça o classe». Al setembre de 2020 va assumir la direcció de l'IVAM. En el seu projecte s'hi inclouen programacions històriques, reivindicar artistes menys explotats, una visió feminista, i l'apertura d'una nova seu en València.
A part de la seua tasca com a curadora d'art, Enguita ha estat coeditora de la revista d'art contemporani Afterall editada pel Central Saint Martins College of Arts & Design de la Universitat de les Arts de Londres i realitzada en coedició amb el Museum van Hedendaagse Kunts Antwerpen, Antwerp. De 2011 a 2020, va ser també coeditora de la revista valenciana Concreta i ha publicat textos en diversos llibres i catàlegs.
El febrer de 2024 va dimitir del càrrec, segons va comunicar, per «atacs continuats» i per l'acusió d'haver fet una donació de dues finques a Vicent Todolí, un dels membres del jurat que la va nomenar. La denúncia presentada per la Generalitat basant-se en la informació periodística, va ser arxivada poc temps després per la fiscalia.